# Harry’s Bar

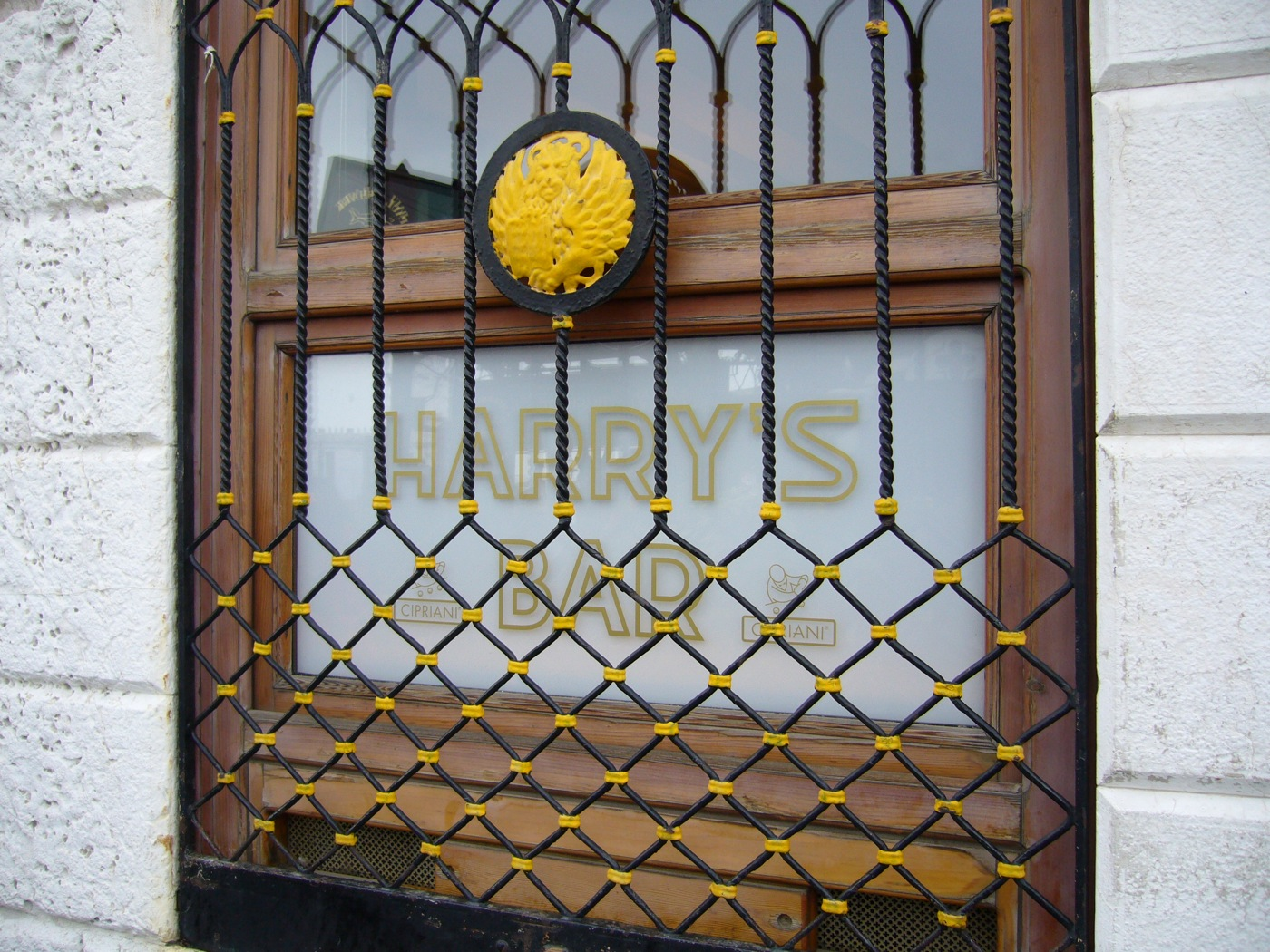
Окно «Гарри Бара» в Венеции с логотипом заведения.

Harry’s Bar («Га́рри бар» или «Бар Га́рри») — ресторан и бар в Венеции на калья Вальярессо, возле стоянки вапоретто «Сан-Марко». С момента основания принадлежит фирме Чиприани (англ. Cipriani S.A.).

## История появления
«Гарри бар» был открыт в 1931 году барменом Джузеппе Чиприани. Согласно самому Чиприани — молодой и богатый бостонец Гарри Пикеринг часто посещал бар гостиницы «Европа» в Венеции, в которой он проживал и где Джузеппе Чиприани работал барменом, мечтая открыть собственный ресторан. В какой-то момент Гарри прекратил заходить в бар. Чиприани спросил его о причине. В ответ Пикеринг объяснил, что он «на мели», так как его семья, пославшая его в путешествие по Европе специально чтобы излечить от алкоголизма, узнав о том, что он не прекратил выпивать, перестала высылать ему деньги. Чиприани одолжил ему, абсолютно незнакомому человеку, 10 000 лир (приблизительно $5000 долларов США). Два года спустя, Пикеринг возвратился в бар гостиницы, заказал напиток, и отдал Чиприани 50 000 лир. «Спасибо, Джузеппе! — сказал он — Вот мой долг, а вот еще 40 000, достаточно чтобы открыть бар. Только одно условие — Вы назовёте его „Баром Гарри“».

### Расширение дела
Семейство Чиприани, старшим в котором сегодня является сын Джузеппе, Арриго, владеет несколькими ресторанами, туристическим агентством и кейтерингом в Нью-Йорке, в родной Венеции им также, кроме «Гарри бара», принадлежит ресторан «Сладости Гарри» (англ. Harry's Dolci). Под торговой маркой Чиприани — Cipriani S.A. — выпускаются разнообразные итальянские деликатесы — паста, соусы, оливковое масло и пр., книги и кухонная утварь. Как заявляет фирма Чиприани — «Ресторан „Гарри бар“ — вот та основа, на которой построена наша торговая марка».
Арриго Чиприани и его сын Джузеппе (внук основателя компании), которые теперь управляют компанией, в США в 2007 году признали себя виновными в уклонении от уплаты налогов.

## Кухня
«Гарри бар» является рестораном с классической итальянской кухней. Его цены очень высоки (20 евро за порцию супа минестроне в 2001 году). По мнению владельца ресторана, их оссобуко, которое в «Гарри баре» готовят только по воскресеньям, настолько хорошо приготовлено, что ради него в ресторан съезжаются гурманы из окрестных городов и даже из Милана:202.
«Гарри бару» мы обязаны изобретением персикового коктейля «Беллини» и блюда карпаччо — ломтики сырой говядины, приправленной специальным соусом.
«Гарри бар» также известен своим коктейлем «Сухой мартини» (Martini Dry), которое тут подают в маленьком стакане без ножки. Их «сухой мартини» очень «сух», очевидно, с отношением 10 частей джина к 1 части вермута. Джузепе Чиприани в своей книге вспоминает, что Эрнест Хемингуэй любил заказывать еще более «сухой» мартини, который он называл «Монтгомери» — в честь британского фельдмаршала Бернарда Монтгомери, который, по мнению Хемингуэя, никогда не вступал в битву, если не имел численного превосходства над противником более чем 15 к 1 — этот коктейль также приготавливают как и обычный «сухой мартини», но в пропорции 15 частей джина и одну часть вермута. В баре по-прежнему можно заказать «Мартини Монтгомери»:17.

## Знаменитые посетители
«Гарри бар» надолго стал любимым местом многих знаменитостей. Это был излюбленный ресторан Эрнеста Хемингуэя (бар неоднократно упоминается в его романе «За рекой, в тени деревьев»). Среди других известных клиентов были итальянский дирижёр Артуро Тосканини, изобретатель Гульельмо Маркони, режиссёры Альфред Хичкок и Вуди Аллен, актёры Чарли Чаплин, Орсон Уэллс, писатель Трумен Капоте, барон Филипп де Ротшильд, греческая принцесса Аспесия Манос, миллиардер Аристотель Онассис, светская львица Барбара Хаттон, коллекционерка и меценатка Пегги Гуггенхайм.

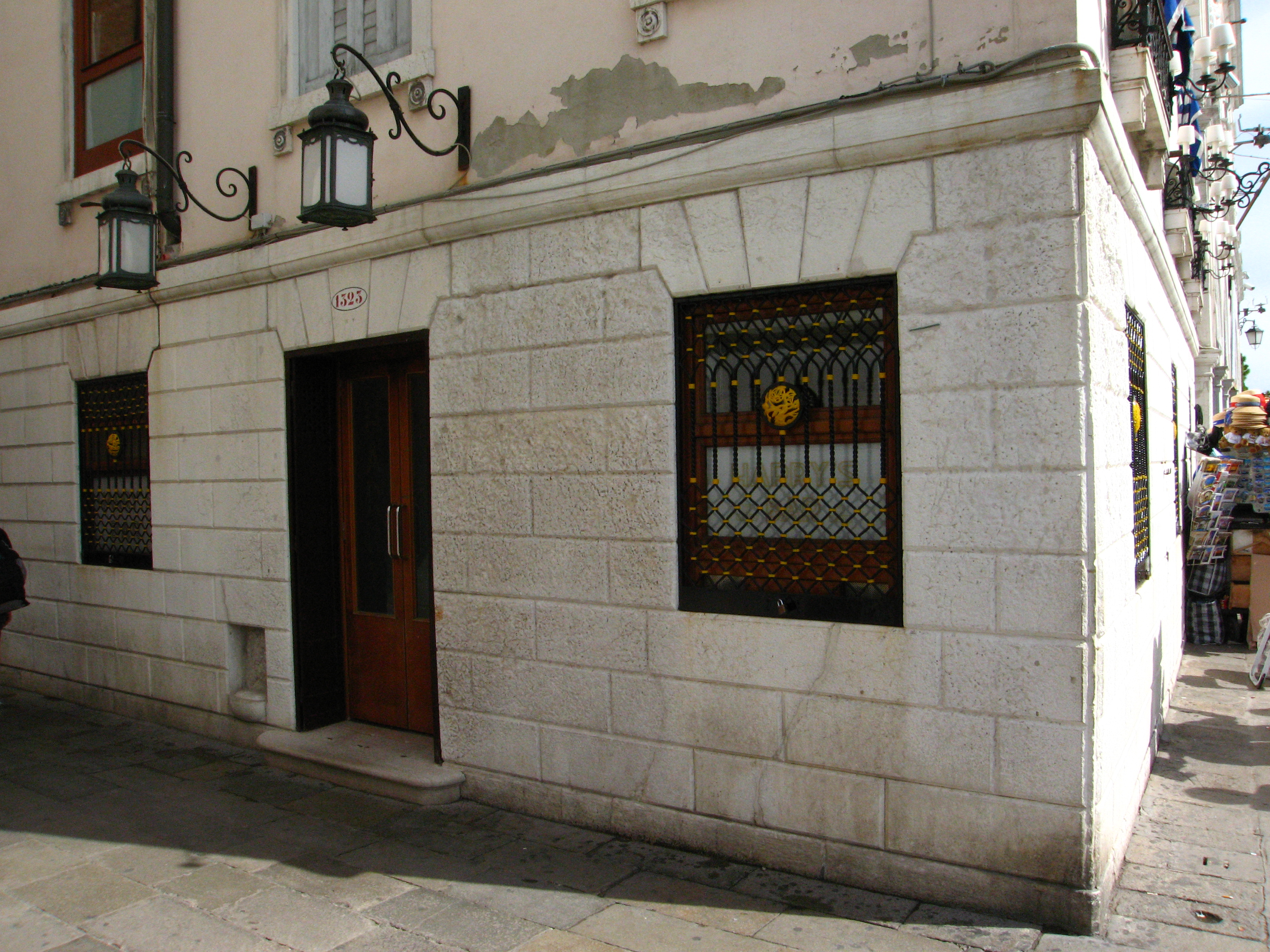
Вид снаружи
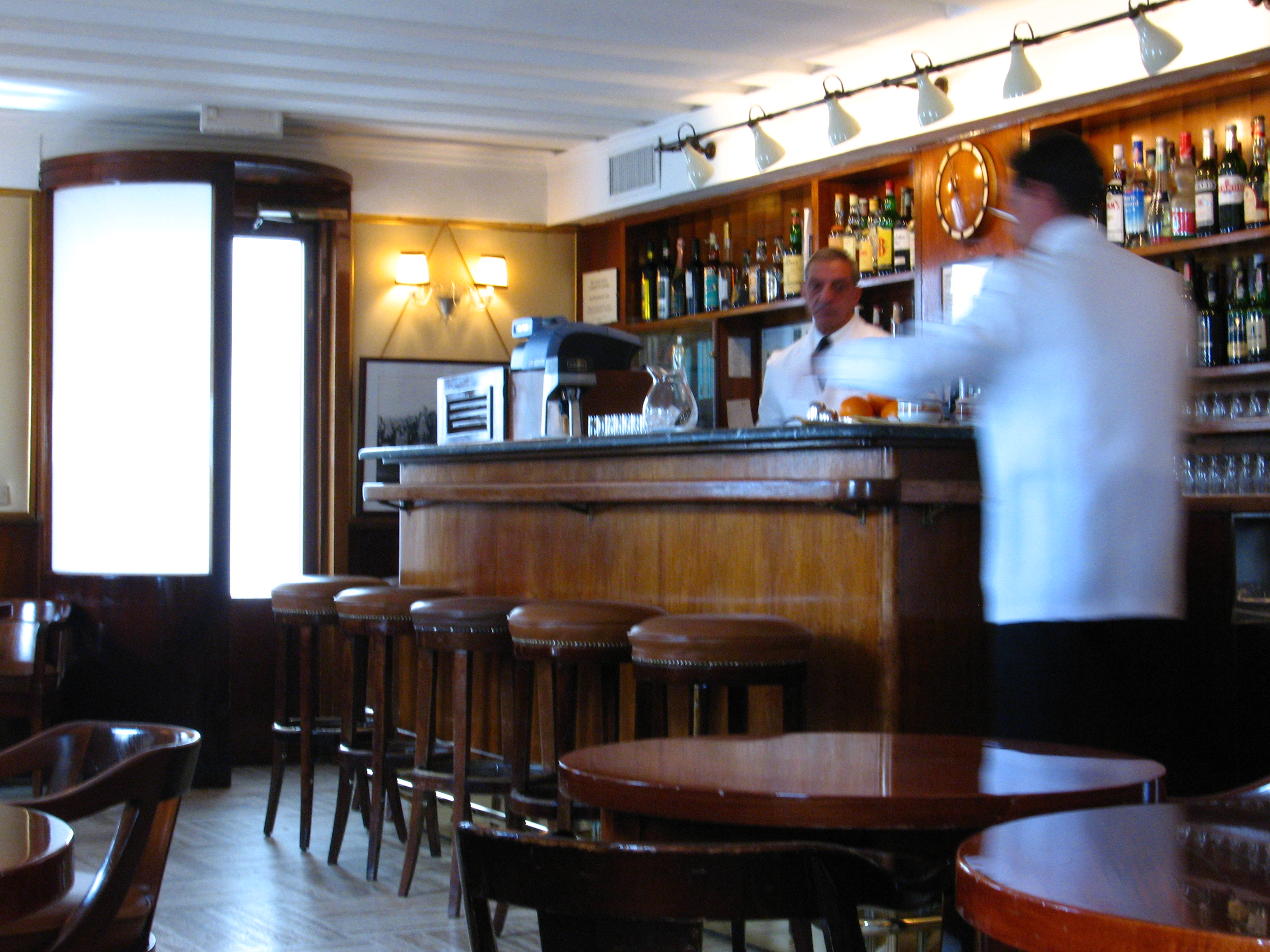
Интерьер
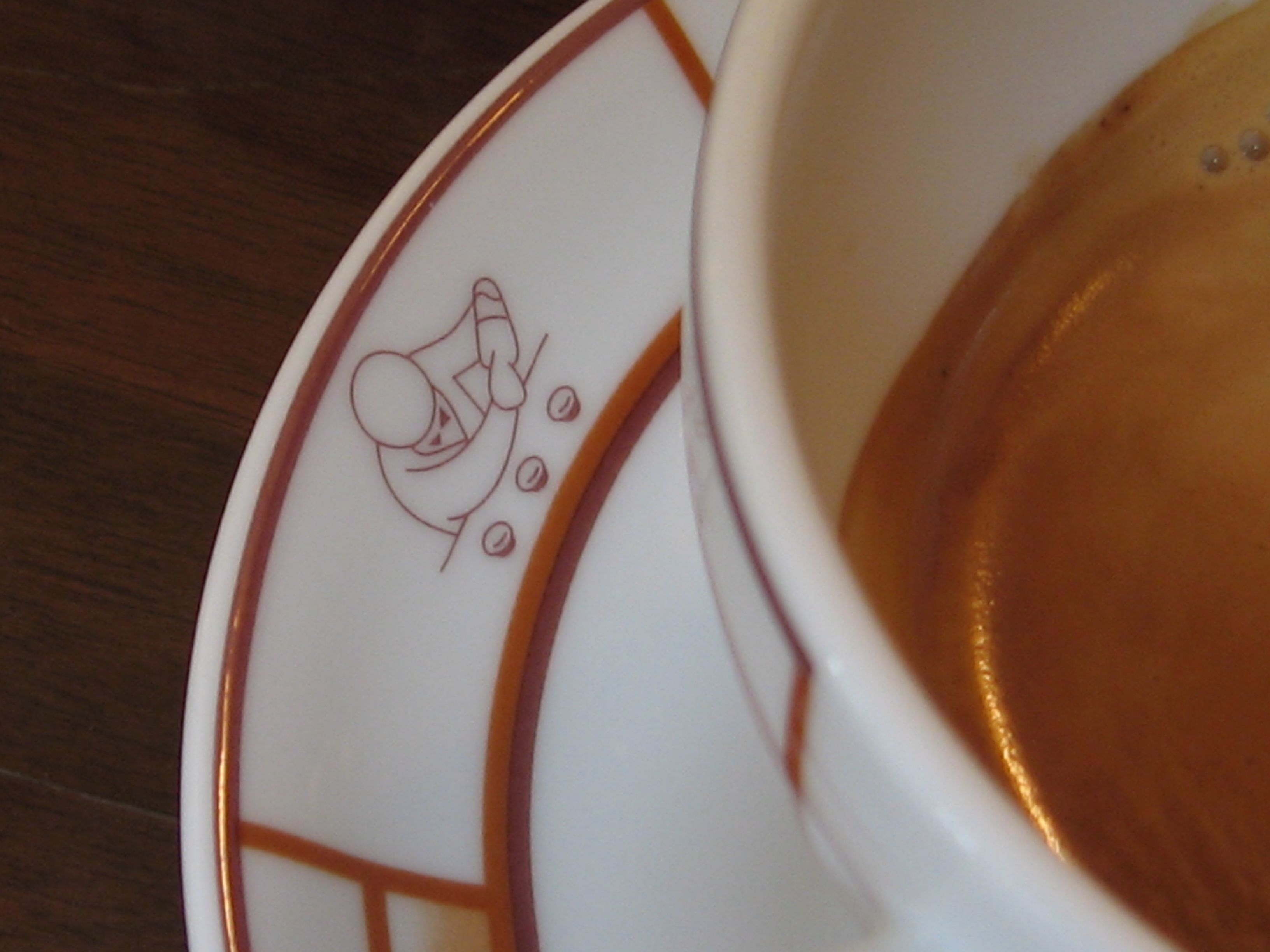
Логотип на кофейной паре
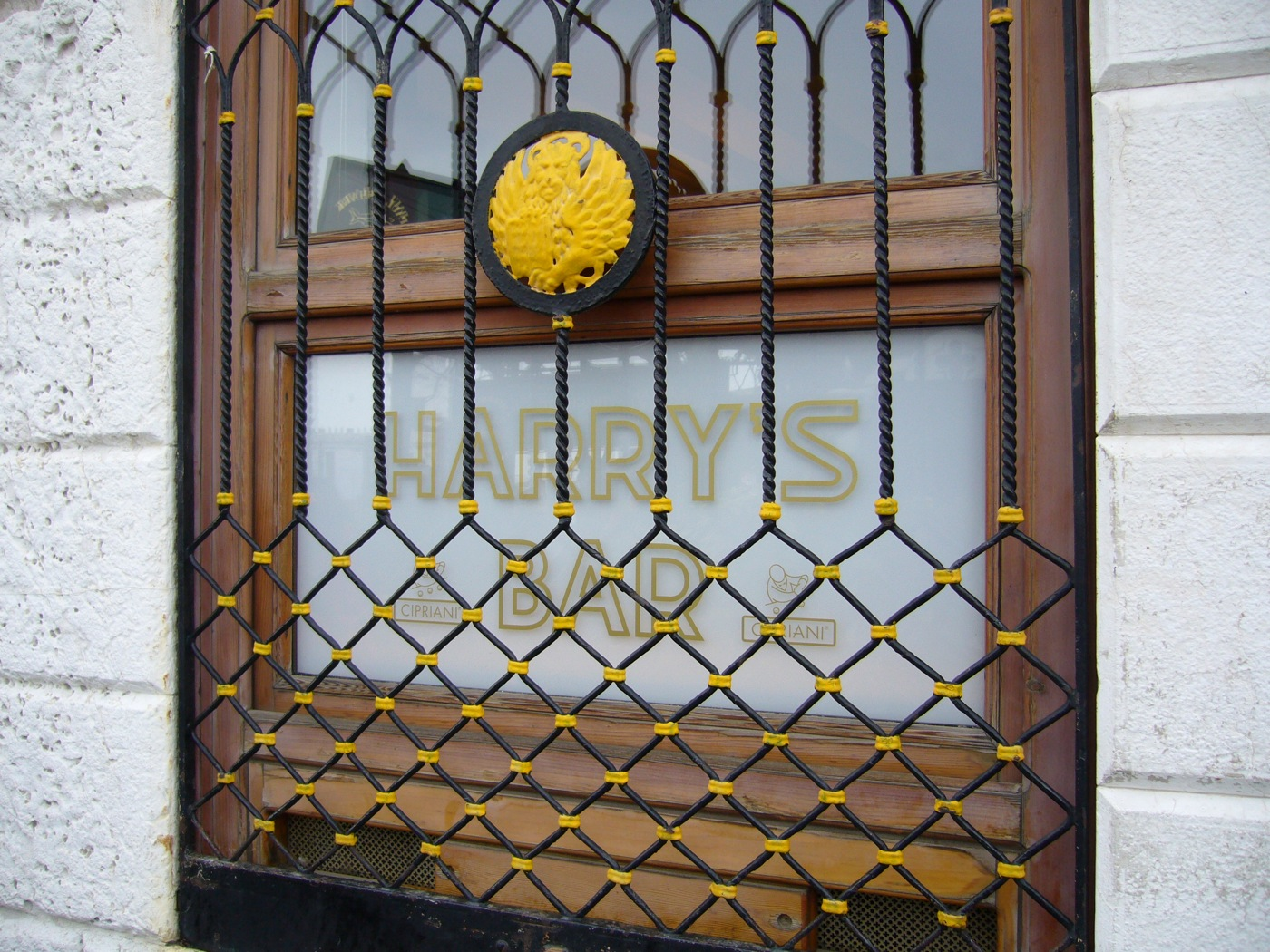
Вид окна с улицы
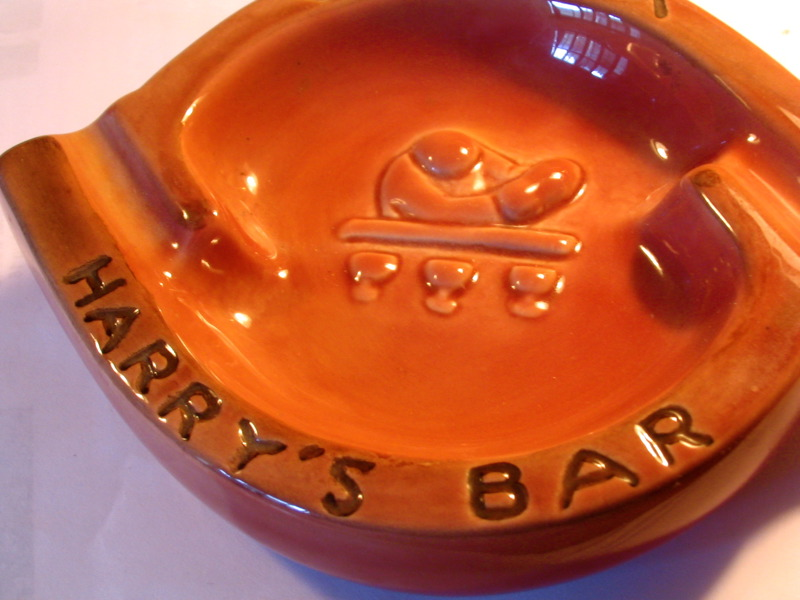
Пепельница с логотипом заведения